# Paravirtualització
La paravirtualització és una tècnica de programació informàtica que permet virtualitzar sistemes operatius per programari. El programari paravirtualitzador presenta una interfície de gestió de màquines virtuals. Cada màquina virtual es comporta com un computador independent, pel que permet usar un sistema operatiu o més d'un per computador emulat.
La intenció de la interfície modificada és reduir la porció del temps d'execució de l'usuari, usat en operacions que són substancialment més difícils d'executar en un entorn virtual comparat amb un entorn no virtualitzat. La paravirtualització prové filtres especialment definits per permetre als convidats i a l'amfitrió fer peticions i conèixer aquestes tasques, que d'altre mode serien executades en el domini virtual (on el rendiment de l'execució és pitjor.) Per tant, una plataforma de paravirtualizació reeixida pot permetre que el monitor de la màquina virtual (VMM) sigui més simple (per trasllat de l'execució de feines crítiques des del domini virtual a l'amfitrió de domini) i/o que redueixi la degradació del rendiment global de l'execució de la màquina dins de l'amfitrió virtual.
La paravirtualizació requereix que el sistema operatiu convidat sigui portat de manera explícita per a l'API. Una distribució d'un sistema operatiu convencional que no suporti paravirtualització no pot ser executada ni visualitzada en un monitor de màquina virtual VMM.
La paravirtualització és un terme nou per a una vella idea. el sistema operatiu VM d'IBM ha ofert tals característiques des de 1972 (i abans com a CP-67). En el món de màquines virtuals, això es coneix com a "codi de DIAGNÒSTIC", perquè usa un codi d'instrucció usat normalment sols per programari per a manteniment de maquinari i, per tant, indefinit.
El sistema operatiu de l'estació de treball paral·lela fa una crida al seu equivalent a una "hypercall". Totes són el mateix: una crida de sistema a l'hipervisor. Aquestes trucades requereixen suport al sistema operatiu hoste, el qual ha de tenir codi hipervisor específic per a fer aquestes crides.
El terme "paravirtualització" va ser usat inicialment en literatura investigativa en associació amb el de monitor de màquina virtual. El terme també és usat per descriure els hipervisors Xen, L4, Trang, VMware, Wind River i XtratuM. Tots aquests projectes fan servir o poden fer servir les tècniques de paravirtualització per suportar màquines virtuals d'alt rendiment en maquinari x86 implementant una màquina virtual que no implementi les parts difícils de virtualitzar de l'actual conjunt d'instruccions x86.